# Stazione di Rapone-Ruvo-San Fele
La stazione di Rapone-Ruvo-San Fele era una fermata ferroviaria ubicata lungo la linea Avellino-Rocchetta Sant'Antonio. Serviva i centri abitati di Rapone, Ruvo del Monte e di San Fele, da cui dista rispettivamente 11, 12 e 16 km.

## Storia
La fermata, originariamente una stazione, venne attivata insieme alla parte centrale della ferrovia da Paternopoli a Monteverde il 27 ottobre 1895. Aveva un discreto traffico viaggiatori e merci, diminuito con l'avvento del trasporto su gomma.
Nel 1987 divenne una fermata impresenziata. L'esercizio ferroviario sulla linea è stato sospeso il 12 dicembre 2010, quando fermava ancora una coppia giornaliera di treni a Rapone-Ruvo-San Fele, e riattivato a partire dal 2016 per treni turistici.

## Strutture e impianti
La fermata è dotata di un binario passante dotato di marciapiede per il servizio passeggeri.
A seguito del terremoto del 1980, che sconvolse le zone dell'Irpinia, il fabbricato viaggiatori, danneggiato, venne sostituito con una struttura prefabbricata ancora oggi visibile.